# Chabuata phaeozona
Chabuata phaeozona är en fjärilsart som beskrevs av Jones 1908. Chabuata phaeozona ingår i släktet Chabuata och familjen nattflyn. Inga underarter finns listade i Catalogue of Life.